# Lew Sanguszko
Lew Sanguszko (ok. 1536-1571) – książę, rotmistrz jazdy litewskiej. Był synem Aleksandra i Nastazji Żylińskiej (zm. 1535). Ożenił się z Hanną de domo Ostyk (zm. 1584), z którą miał syna Hrehorego (1566-1602).